# Слатина (Силістринська область)
Сла́тина (болг. Слатина) — село в Силістринській області Болгарії. Входить до складу общини Ситово.

## Населення
За даними перепису населення 2011 року у селі проживали 106 осіб.
Національний склад населення села:
| Національність   | Кількість осіб | Відсоток |
| ---------------- | -------------- | -------- |
| болгари          | 99             | 94,3%    |
| турки            | 6              | 5,7%     |
| цигани           | 0              | 0%       |
| інша             | 0              | 0%       |
| не визначились   | 0              | 0%       |
| Всього відповіли | 105            |          |

Розподіл населення за віком у 2011 році:
Динаміка населення: